# 二元論
二元論是一个多义词。
本體論上的二元论，与一元论对应，二元论认为世界由數种不可缺少且相互独立的元素组成，而一元论认为世界的本原是唯一的。本体论的一元论者认为无论是唯物主义还是唯心主义，只要认为物质和意识是相互独立的，都属于本体论上的二元论。
哲学上的二元论，一般指的是即不偏向于唯物主义，也不偏向唯心主義中的任何一个派别。一些唯物主义者认为这种二元论的实质是客观唯心主义，即二元论和唯心主义都不是唯物主义。一些唯心主义者认为唯物主义同样也分为主观唯物主义和客观唯物主义，而大多数唯物主义意识不到他们自己属于主观唯物主义，主观唯物主义只认为自己的观点是正确的，本质上也属于唯心主义。

## 基本观点
二元论是主张世界有意识和物质两个独立本原的哲学学说，强调物质和精神是同等公平地存在的。认为世界的本原是意识和物质两个实体。二元论实质上坚持意识离开物质而独立存在。它和一元论相对立。其主要代表人物是柏拉图和笛卡尔。
柏拉图认为世界由“理念世界”和“现象世界”所组成。理念的世界是真实的存在，永恒不变，而人类感官所接触到的这个现实的世界，只不过是理念世界的微弱的影子，它由现象所组成，而每种现象是因时空等因素而表现出暂时变动等特征。据此，柏拉图提出了一种理念论和回忆说的认识论，并将它作为其教学理论的哲学基础。
笛卡尔认为世界的本原是“灵魂和形体”。他认为这两个实体是彼此独立存在的。灵魂的属性是思想，形体的属性是广延。这是典型的二元论。为了沟通这两个毫无共同之处的实体，以说明科学知识的客观性，他又把上帝作为桥梁，说灵魂和形体只是相对的实体，两者都是绝对实体上帝所创造的。

## 宗教二元論
二元論持有者認為世界由兩種力量統治：善與惡。善是精神，是靈魂，是善的力量創造的一切東西；而惡是物質，是肉體，是惡的力量創造的一切。這兩種力量對抗著，共同支配世界。
“善的力量”和“惡的力量”，在神系為婆羅門教派二元論者（如印度教）眼中，分別是兩個神，一個善的神，一個惡的神。他們地位等同，力量相同。
而基督教派二元論者（如基督、天主、東正、伊斯蘭教）認為，只有一個上帝，即善的力量。而惡的力量，是比上帝稍微低一個檔次的路西法，力量也次於上帝。
而人類也被這兩種力量所支配——善的靈魂，惡的肉體，靈魂藏在肉體之中。如果惡屬性的肉體在較量中佔優勢，那麼這個人就會被肉欲所支配，變成“惡”的人。如果善屬性的靈魂佔優勢，那麼這個人就會成為“善”的人，也即是上帝的子民。
從“惡”變“善”，要通過苦修，禱告等方式，把靈魂從肉體中洗滌出來。不过与其他理论不同，基督教公认的二元论，人的灵与肉体的感受高度结合，所以也有称为灵与魂，其中人的魂附属于灵，但是又通过魂的对灵意志的影响把从肉体来的感受在灵里反应给灵。
道教认为存在阴阳二元论，但并不是绝对的对立关系，「道生一、一生二、二生三、三生万物」，阴和阳代表的事物和精神互相转化共存，便生出万物万有。在佛教当中更进一步，否定了二元论，认为万物「非一非二」，是众生各自所缘所受生出的感官，皆是相对而言，不过是执着其有，而并没有真正的对立，并以盲人摸象譬喻。
印度教吠檀多學派有二元論、不二論、勝二元論的不同學說。
佛教不支持二元論，也不支持一元論，釋迦牟尼佛（公元前563/480年—公元前483/400年）稱之為金剛經無住生心論，到了龍樹菩薩則延伸為倡導中觀學派的中道論。

## 生物学二元論
生物学上，二元论认为被子植物来自两个不同的祖先类群，二者不存在直接的关系，而是平行发展的。
生物学家兰姆认为被子植物至少是二元起源的，被子植物分为轴生孢子类和叶生孢子类二大类。前者的心皮是假心皮，并非来源于叶性器官，大孢子囊直接起源于轴性器官，包括单花被类、部分合瓣类以及部分单子叶植物，这一类起源于盖子植物的祖先。后者的心皮是叶起源，具有真正的孢子叶，孢子囊着生于孢子叶上，雄蕊经常有转变为花瓣的趋势，这一类包括多心皮类及其后裔，以及大部分单子叶植物起源于苏铁类。
恩格勒认为，葇荑花序类的木麻黄目及荨麻目等无花被类，它是和多心皮类的木兰目是缺乏直接的关系，二者是平行发展的。

## 心身二元論（二元并存）
二元並存（Dualism）的理念是由希臘哲學家柏拉圖所提出，認為人有兩個世界，一個是靈魂所處的理性世界，另一個是身體所處的現實世界，認為身體上的感官所接觸到的世界「並非是真實的世界」，唯有靈魂所處的世界才是「真實的世界」，因此感官的世界只是靈魂世界的影子。
譬如笛卡兒，他是一位物質二元論者（substance dualist），他的心物二元論（Mind–body dualism, or mind–body duality），認為現實（reality）由兩種根本上不同的物質（substance）-心（immaterial mind）和廣延的物質（物、extended matter）。
這個觀念並非只是純粹的幻想，而是由當時所能運用的方法如內省法等，去驗証得到的結論，而近來的臨床研究，也發現腦中的感覺不同於感官所受到的刺激，因此二元論歷來的研討都有其意義與改變的理由，當中有錯誤的推論，也有正確的推論。例如就近來各種斷肢患者所產生的幻肢痛研究，都証實了腦中的感覺不一定要由感官而來，而感官的刺激也不一定會影響到腦，因此早期大量論述靈魂與身體的議題，都是有其依據與意義，不能全盤否定其價值。